# 인천해역방어사령부
인천해역방어사령부(仁川海域防禦司令部, 영어: Incheon Naval Sector Defense Command, 이하)는 인천광역시 중구에 있는 대한민국 해군의 지역이다.

## 역사
사령부는 1999년 7월 1일 창설되었다. 인방사 주둔지인 인천 해군기지는 1999년 12월에 제2함대 본부가 평택 해군기지로 옮겨간 뒤, 남은 부지를 민간에 넘기지 못하고 남은 군사 지역이다.
2009년 인천대교가 개통되었다. 전시에 이 다리가 끊기게 될 경우, 작전이 불가능해지는 문제가 예상되어 다리 밖에 새로운 주둔지를 짓는 계획에 세워졌다. 7월 28일 인천시청은 사령부, 인천해양경찰서와의 양해각서를 체결하고 사령부를 위한 부지 선전에 나섰다.
2010년에 새 주둔지 지부로 두 곳이 확정되었으나, 송도국제도시 부근에 있는 신항구에는 LNG 인수기지가 있어 전시에 공격받을 경우, LNG 폭발로 인해 피폭되는 문제로 주민의 반대가 심했다. 그리고 무의도 남부는 콘도 미니엄 등을 위한 관광사업지역로 지정된 탓에 군사 부지가 근처에 있게 되면, 사업에 차질이 생길 수 있어서 반대 여론에 직면했다. 결국 2015년에 주둔지 이전 계획이 취소되었다.

### 시간대[1]
- 1945년, 해방병단 인천기지.
- 1973년, 제5해역사령부 항만방어대.
- 1980년, 항만방어전대.
- 1986년, 제2함대 제201방어전대.
- 1999년 7월 1일, 인천해역방어사령부.

## 편성
- 제27전투전대
- 제218조기경보대대
- 인천기지지원대대
- 인천기지방호대대
- 정보통신대

## 역대 사령관
| #  | 계급 | 성명   | 취임일           | 이임일           | 참고  |
| -- | ---- | ------ | ---------------- | ---------------- | ----- |
| 11 | 준장 | 박헌수 | ?                | 2014년 12월 14일 |       |
| 12 | 준장 | 변남석 | 2014년 12월 15일 | 2015년 11월 4일  | [ 3 ] |
| 13 | 준장 | 이성환 | 2015년 11월 4일  | 2016년 10월 21일 | [ 4 ] |
| 14 | 준장 | 박동선 | 2016년 10월 21일 | 2018년 1월 5일   | [ 5 ] |
| 15 | 준장 | 김학연 | 2018년 1월 5일   | 2018년 11월 28일 | [ 6 ] |
| 16 | 준장 | 박노호 | 2018년 11월 28일 | ?                | [ 7 ] |
| 17 | 준장 | 김병재 | ?                |                  |       |
| 22 | 준장 | 정영순 | 2025년 1월 2일   | 취임 중          |       |

## 참고
1. 1 2  박용준 (2015년 7월 1일). “해군 인방사, 부대 창설 16주년 맞아”. 이투데이. 2015년 10월 23일에 확인함.[깨진 링크(과거 내용 찾기)]
2. 1 2  김갑봉 (2014년 7월 22일). “얽히고설킨 인방사 이전 문제, 유정복 시장의 해법은?”. 시사인천. 2015년 4월 4일에 원본 문서에서 보존된 문서. 2015년 2월 12일에 확인함.
3. ↑  손현규 (2014년 12월 15일). “인천 해역방어사령관 이·취임식…변남석 준장 취임”. 2015년 3월 15일에 확인함.
4. ↑  송길호기자 (2015년 11월 4일). “해군 인천해역방어사령부 사령관에 이성환 준장 취임”. 2015년 11월 6일에 확인함.
5. ↑  “해군 인천해역방어사령부 박동선 신임 사령관 취임”. 2017년 9월 14일에 확인함.
6. ↑  “해군 인천해역방어사령부 사령관 유근종 준장 부임”. 2018년 1월 5일. 2019년 2월 22일에 확인함.
7. ↑  “해군인천해역방어사령부 황정오사령관 취임”. 2018년 11월 28일. 2019년 2월 22일에 확인함.